# Небеговка
Небеговка — река в России, протекает в Сарапульском районе Удмуртии. Левый приток Малой Сарапулки.

## География
Небеговка течёт в восточном направлении по открытой местности мимо деревни Борисово. Устье реки находится у деревни Костино в 11 км по левому берегу реки Малая Сарапулка. Длина реки составляет 11 км. На реке устроено несколько прудов.
Система водного объекта: Малая Сарапулка → Кама → Волга → Каспийское море.

## Данные водного реестра
По данным государственного водного реестра России относится к Камскому бассейновому округу, водохозяйственный участок реки — Кама от Воткинского гидроузла до Нижнекамского гидроузла, без рек Буй (от истока до Кармановского гидроузла), Иж, Ик и Белая, речной подбассейн реки — бассейны притоков Камы до впадения Белой. Речной бассейн реки — Кама.
Код объекта в государственном водном реестре — 10010101412111100015885.